# Cầu Cồn Tiên
Cầu Cồn Tiên nối thành phố Châu Đốc với Quốc lộ 91C (tỉnh lộ 956 cũ) và tỉnh lộ 957 của huyện An Phú, là một công trình trọng điểm của tỉnh An Giang do Công ty TNHH xây dựng giao thông công chính Bách Thảo và Công ty cổ phần Xây dựng giao thông Đồng Tháp thi công.
Công trình được khởi công từ ngày 12-2-2003. Khánh thành ngày 29 tháng 4 năm 2007. Cầu có kết cấu bê tông cốt thép, dài 370,7 m, rộng 12,9 m (lòng cầu rộng 9 m), với 13 nhịp, độ thông thuyền 30 m, tỉnh không 7 m và 2 đoạn đường dẫn vào cầu 1.252 m được trải thảm bê tông nhựa nóng. Tổng kinh phí đầu tư 84 tỷ 70 triệu đồng, trong đó, vốn ngân sách tỉnh đầu tư 35 tỷ 043 triệu đồng.